# Casal de Barri de Prosperitat
El Casal de Barri de Prosperitat és un equipament sociocultural del barri de La Prosperitat al districte de Nou Barris. Va néixer el 1988, fruit de la lluita del moviment associatiu del barri.

## Història del Casal
El Casal de Barri de Prosperitat va néixer a conseqüència de la lluita veïnal per la demanda d'habitacions dignes pels barraquistes de l'actual Plaça Angel Pestaña. Aquest moviment va reivindicar la urbanització de l'espai i la construcció d'un local social, que articulés la dinàmica associativa existent i fomentés l'activitat cultural deficitària a la zona.
L'equipament va obrir les portes el 1988 després de 17 anys de lluïta, gestionat directament per l'Associació de Veïnes i Veïns de Prosperitat, i amb un projecte aglutinador i dinamitzador global pel barri. Es tracta d'un equipament obert a tots els sectors poblacionals del barri i de la zona.
Per a desenvolupar el projecte de Casal, l'AVV va constituir una comissió formada per persones lligades a l'entorn associatiu, membres de la mateixa AVV i obert a la participació de tots els veïns i veïnes: la Comissió Gestora.
El 2000 i a conseqüència de l'evolució del moviment associatiu del barri i per reflectir la realitat d'una gestió compartida, tant per l'AVV com altres col·lectius, es constitueix l'entitat de segon ordre La Prosperitat Cultura en Acció (PECA), formada per diferents entitats del barri i entre les que figura també l'Associació de Veïnes i Veïns de Prosperitat (AVV). Aquesta associació, la PECA, és la que a partir del 2001 pren la gestió del Casal, amb un projecte continuador al qual dona un nou impuls.
El barri de La Prosperitat és un barri viu, amb una xarxa associativa força arrelada (hi ha 55 associacions i col·lectius), i de la qual el Casal de Barri sempre ha fet ressò a través de campanyes i cicles (solidaris, pacifistes, salut, artístics...). Com que les diverses entitats i col·lectius del barri no disposen de local propi, algunes d'elles troben al Casal de Barri un lloc on reunir-se, on programar actes puntuals, on promoure les seves campanyes.
El Casal participa activament, des de la seva creació, de la Coordinadora Cultural de Nou Barris (coorganització de Festes Populars com Nit d'Ànimes, Carnaval, La Cultura va de Festa, Jornades de Debat...) en l'organització de la Festa Major del barri, en la Xarxa 9 Barris Acull per la millora en l'acolliment dels nous veïns i la convivència; però també en altres celebracions a la ciutat com la Tamborinada o La Roda d'Espectacles.

## Gestió del Casal
El Casal és gestionat per La Prosperitat Cultura en Acció 2 (PECA2), que és una entitat cultural que gestiona a més del Casal també el Poliesportiu Valldaura i també dona suport a col·lectius i entitats com la Xarxa de 9 Barris Acull o el Prospe Beach.